# Panicats

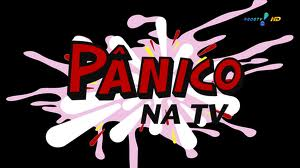
Logotipo do programa Pânico na TV, exibido entre 2003 e 2012, que foi responsável por popularizar as panicats.

Panicats é a designação pelas quais ficaram conhecidas as assistentes de palco do programa Pânico e de seus derivados: Pânico na TV, exibido pela RedeTV!, e Pânico na Band, exibido pela Rede Bandeirantes. Entre 2003 e 2017, 27 mulheres desempenharam a função de assistentes de palco nos programas, sendo conhecidas pelo apelo visual de seus corpos e participando de alguns quadros e desafios. Casos de assédio moral e sexual, além da baixa remuneração, ganharam atenção na mídia quando algumas ex-integrantes do grupo expuseram publicamente as situações que vivenciaram nos bastidores.

## Descrição
As panicats eram assistentes de palco do programa Pânico e de seus derivados, Pânico na TV e Pânico na Band. Elas eram caracterizadas por seus corpos bem definidos, frequentemente exibidos enquanto usavam, principalmente, biquínis. Com o tempo, começaram a participar de quadros e desafios desses programas.

## Integrantes
| Nome               | Imagem | Descrição |
| ------------------ | ------ | --- |
| Danielle Souza     |        | Danielle Souza, conhecida como Mulher-Samambaia, foi uma das primeiras panicats do programa, entre 2003 e 2009. Ela deixou o programa para participar da primeira edição do reality show A Fazenda. |
| Andressa Zizzari   |        | Andressa Zizzari é considerada a primeira panicat da história do programa entre 2003 e 2004, embora algumas fontes atribuam esse título a Danielle Souza. Ela se tornou mais conhecida por sua participação no programa Brothers, da RedeTV, no qual recebeu a alcunha de Mulher Macabra.                    |
| Mariana Skieres    |        | Mariana Skieres fez parte do elenco entre 2004 e 2005 e, a exemplo de Andressa, participou do programa Brothers, onde ficou conhecida como Mulher Coração. |
| Valéria Machado    |        | Valéria Machado foi panicat em 2004. Após deixar o programa, estrelou a capa da revista Sexy ao lado de Mariana Skieres. |
| Vanessa Zotth      |        | Vanessa Zotth foi panicat entre 2004 e 2005. Em 2011, foi contratada pela Record para participar do quadro Escolinha do Gugu e, em seguida, seguiu carreira no fisiculturismo. |
| Dani Bolina        |        | Dani Bolina começou como panicat em 2005 e permaneceu no programa até 2011. Depois, participou de outros programas como A Fazenda, Tudo É Possível e Programa Raul Gil. Ela também desfila durante o carnaval e chegou a ser madrinha de bateria da Unidos de Vila Maria, em São Paulo.                      |
| Tânia Oliveira     |        | Tânia Oliveira ficou no programa entre 2005 e 2008. Participou de outros programas da RedeTV e, assim como Dani Bolina, desfila no carnaval, tendo sido madrinha de bateria da Tom Maior em 2011 e da Dragões da Real por cinco anos consecutivos.                                                           |
| Gabriela Monteiro  |        | Gabriela Monteiro ficou conhecida como Gabi Fon Fon em 2008. Após sair do programa, integrou o elenco da telenovela Poder Paralelo e, em seguida, seguiu uma carreira no teatro. |
| Lizi Benites       |        | Lizi Benites ficou conhecida como Piu Piu em 2008 e deixou o programa em 2011. Participou de A Fazenda em 2010, terminando na terceira colocação, e, em seguida, do Tudo É Possível. |
| Regiane Brunnquell |        | Regiane Brunnquell ficou conhecida como Sandy Capetinha, entrando no programa em 2007 após vencer o concurso “Sereia da Praia”. Ela deixou o programa no ano seguinte e denunciou uma série de casos de assédio e prostituição nos bastidores.                                                               |
| Juju Salimeni      |        | Juju Salimeni foi panicat entre 2008 e 2011. Sua saída do programa foi atribuída aos constantes desentendimentos com a colega de elenco Nicole Bahls. |
| Nicole Bahls       |        | Nicole Bahls entrou no programa em 2009, após vencer o concurso Musa do Brasileirão dois anos antes. Ela saiu do programa em 2011 devido a constantes desentendimentos com Juju Salimeni. Após sua saída, participou de realities como A Fazenda e Power Couple.                                             |
| Babi Rossi         |        | Panicat entre 2010 e 2013 e a única a integrar o elenco do Pânico na TV e também do Pânico na Band, Babi Rossi protagonizou uma das maiores polêmicas do programa ao aceitar ter a cabeça raspada ao vivo como parte de um desafio. Em 2014, foi vice-campeã de A Fazenda.                                   |
| Aryane Steinkopf   |        | Aryane Steinkopf foi assistente de palco do programa em 2011 devido aos desentendimentos entre Juju Salimeni e Nicole Bahls. Ela foi desligada do programa em março de 2012 e, no ano seguinte, participou de A Fazenda.                                                                                     |
| Jaque Khury        |        | Antes de começar no Pânico em 2011, Jaque Khury participou do Big Brother Brasil em 2008 e teve pequenas participações em duas telenovelas da TV Globo: O Clone e Paraíso Tropical. Ela também apresentou o programa Interligado, da RedeTV, e trabalhou em Legendários, da Record. Deixou o Pânico em 2012. |
| Carol Belli        |        | Carol Belli ingressou no programa em 2012 e deixou-o em 2013. |
| Carol Narizinho    |        | Carol Narizinho estreou no Pânico em 2011 e ganhou o apelido devido a uma cirurgia plástica para diminuir o nariz. Ela deixou o programa em 2013. |
| Thaís Bianca       |        | Thaís Bianca ingressou no Pânico em 2012 e deixou o programa em 2013. Destacou-se ao mudar a cor de seus cabelos para rosa durante o processo de transformação das panicats. Em 2012, participou do reality show Casa Bonita, do Multishow, e em 2018, de Power Couple, da Record.                           |
| Renata Molinaro    |        | Renata Molinaro entrou no Pânico em 2012 e deixou o programa em 2015, sendo a panicat de 2012 que ficou mais tempo no elenco. |
| Carol Dias         |        | Carol Dias foi panicat de 2013 a 2017 e, antes do Pânico, também atuou como assistente de palco no Legendários, da Record. |
| Ana Paula Minerato |        | Ana Paula Minerato participou do Pânico entre 2011 e 2014, tornando-se panicat apenas em 2013. Após sua saída, retornou ao programa para fazer algumas participações. Ela também participou de A Fazenda em duas ocasiões, sendo vice-campeã na primeira.                                                    |
| Babi Muniz         |        | Babi Muniz foi efetivada como panicat em 2014 e permaneceu no programa até 2017, quando deixou o Pânico e foi contratada pela Record. Em 2016, iniciou sua carreira como cantora de funk. Em 2024, participa da 16.ª temporada de A Fazenda.                                                                 |
| Fernanda Lacerda   |        | Fernanda Lacerda estreou no Pânico em 2013, onde ficou conhecida como Mendigata, e permaneceu no programa até 2017. Um ano após sua saída, participou de A Fazenda. |
| Mari Gonzalez      |        | Mari Gonzalez, apelidada de Baianinha no Pânico, esteve no programa de 2014 a 2017. Após o programa, participou do Big Brother Brasil em 2020. |
| Aline Mineiro      |        | Aline Mineiro entrou no Pânico em 2015, após a saída de Renata Molinaro, e permaneceu até 2017. Depois disso, participou de A Fazenda em 2021. |
| Aricia Silva       |        | Aricia Silva começou a participar do Pânico em 2014 e foi efetivada como panicat em 2017, pouco antes do fim do programa. Em 2019, participou de A Fazenda. |
| Whendy Tavares     |        | Whendy Tavares foi uma das últimas a participar do programa como panicat, começando em 2017, pouco antes do fim do Pânico. Depois disso, participou dos realities shows A Fazenda e Ilha Record. |

## Repercussão
Devido à visibilidade midiática e ao interesse público nas panicats, o grupo foi objeto de diversas críticas e estudos sobre a sexualização das mulheres. Além disso, surgiram relatos de assédio por parte de ex-integrantes nos bastidores do programa.

### Assédio e prostituição

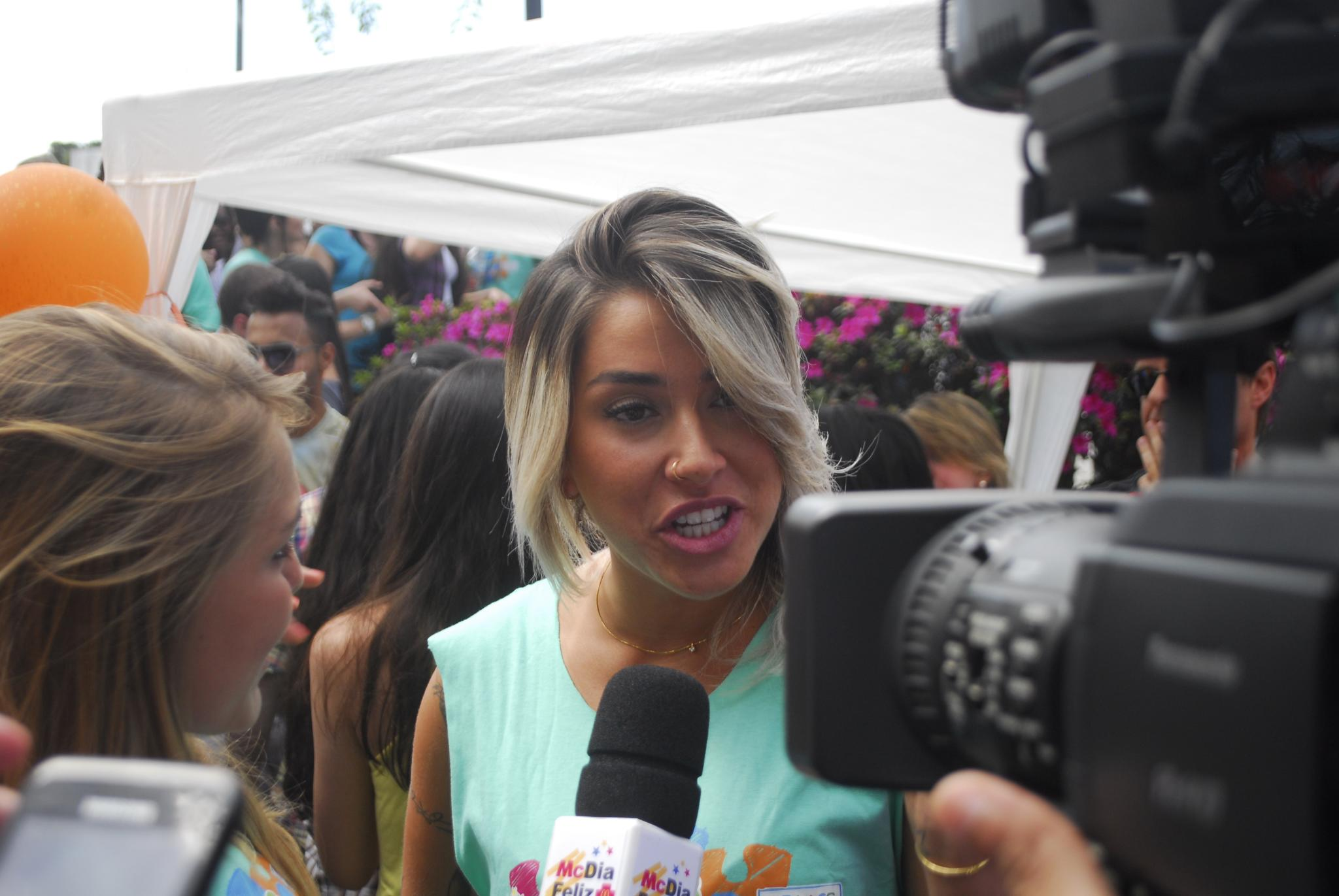
Dani Bolina foi uma das primeiras a relatar ao público os casos de assédio e prostituição que ocorreram no programa Pânico.

Em 2012, Regiane Brunnquell, que integrou o grupo entre 2007 e 2008, afirmou em uma entrevista ao Extra que presenciou assédios sexuais e relatou que as panicats eram obrigadas a mostrar as nádegas para os integrantes do programa nos corredores. Na mesma entrevista, ela contou ter sofrido uma hemorragia interna após levar um golpe na cabeça durante um quadro agressivo ao qual foi obrigada a participar. Um ano antes, Dani Bolina havia relatado no programa Hoje em Dia, da Record, que uma colega pediu demissão após sofrer assédio e que um "chefão" do programa ameaçava diminuir a visibilidade das panicats que não aceitavam "sair" com ele. Ela também afirmou que algumas das assistentes eram garotas de programa. Em 2017, Babi Muniz corroborou que algumas se envolviam em prostituição.
Gabi Levinnt, que foi panicat durante o período do programa na Bandeirantes, relatou ter sido vítima de assédio sexual por parte de um dos diretores. Ela afirmou que foi chamada para um local reservado, agarrada e quase forçada a realizar sexo oral com ele. Gabi também relatou que as assistentes que aceitavam ter relações sexuais recebiam mais visibilidade no programa e que todas eram constantemente ofendidas por diretores e atores.
Relatos de assédio moral relacionados ao peso das panicats foram divulgados ao longo do tempo. Carol Dias, por exemplo, afirmou ter sido humilhada na frente das outras assistentes por uma diretora do programa após "ganhar um pouco de peso" em 2016, destacando a pressão para que as mulheres se mantivessem "extremamente magras". Em 2021, Carol Narizinho corroborou os relatos de Carol Dias, afirmando que as assistentes do programa eram extremamente cobradas para ter o corpo perfeito. Ela revelou que, devido a essa pressão, fez dietas restritivas e usou anabolizantes. Carol também contou que diretores iam até o camarim delas para criticá-las por estarem gordas. Em uma ocasião, um diretor comentou na frente de alguns fãs que ela estava com celulite e com as "bunda" cheias de buracos.

### Sexualização e machismo
Um artigo acadêmico escrito por Silmara Vitto, Raphael Carlos Sperb e Camila Candeia Paz, publicado pela Sociedade Brasileira de Estudos Interdisciplinares da Comunicação, classifica as panicats como "mulheres-objetos". O artigo reflete não apenas a exposição dos corpos das panicats, mas também a descaracterização racional de suas atuações, além de incluir comentários de teor machista. Em uma linha de raciocínio semelhante, Daniele Ribeiro Fortuna, da Universidade do Grande Rio, afirmou que o Pânico retrata o corpo como um objeto, que faz parte do cenário e está disponível para tudo, especialmente para o sexo e para o escatológico. Ao mencionar a escatologia, Daniele cita como exemplo um quadro em que as panicats são filmadas vomitando. Nessas cenas, que eram repetidas inúmeras vezes, a câmera foca no rosto da modelo que vomita, às vezes em câmera lenta. Já Priscila Aline Rodrigues Silva atribui ao Pânico na TV a responsabilidade de ser um dos pioneiros na exibição de corpos femininos para atrair a atenção do público masculino na televisão brasileira, e às panicats o impacto negativo na autoestima do público feminino. Enquanto Gabrielli Caroline Akimoto destacou que o programa reforçava o estereótipo preconceituoso da mulher "bonita e burra" e da mulher "inteligente e feia" através de comentários que comparavam os corpos de outras mulheres com os das panicats.

### Baixa remuneração
Apesar da exposição e visibilidade, em 2012, a imprensa brasileira noticiou que as panicats recebiam menos de mil reais pelas gravações. Na época, Thais Bianca, que fazia parte do elenco, negou a informação. No entanto, outras panicats confirmaram os baixos valores. Tânia Oliveira afirmou que recebia um "cachê simbólico" de 100 reais por cada gravação externa e participação ao vivo, enquanto Juju Salimeni relatou que recebia 200 reais por gravação, totalizando cerca de 800 reais ao final do mês. Três anos depois, em 2015, Fabíola Reipert noticiou que as assistentes do programa passaram de um pagamento de 150 reais por gravação para um salário fixo de 2.500 reais mensais.